# فستینا

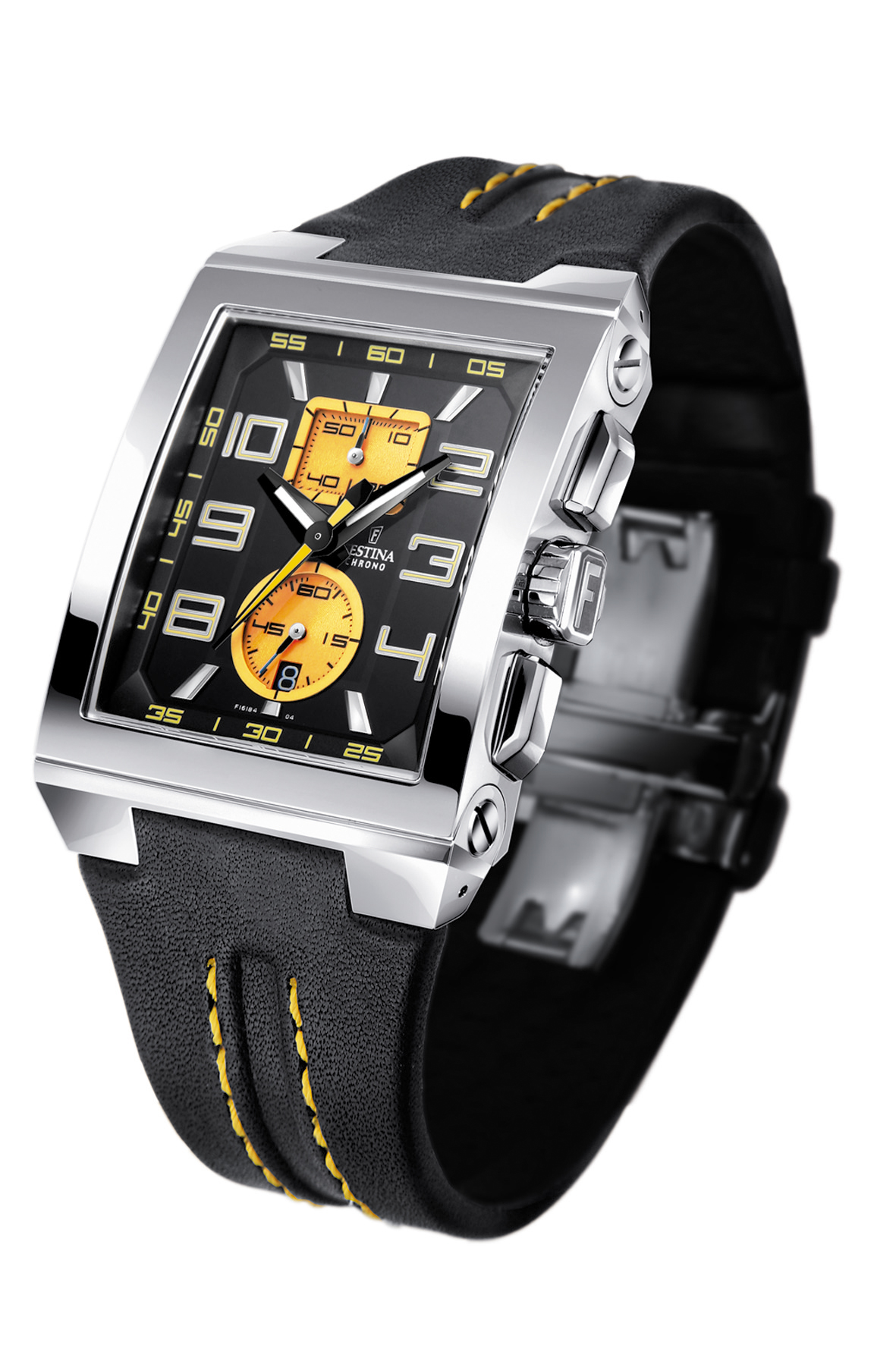
ساعت فستینا مدل F16184

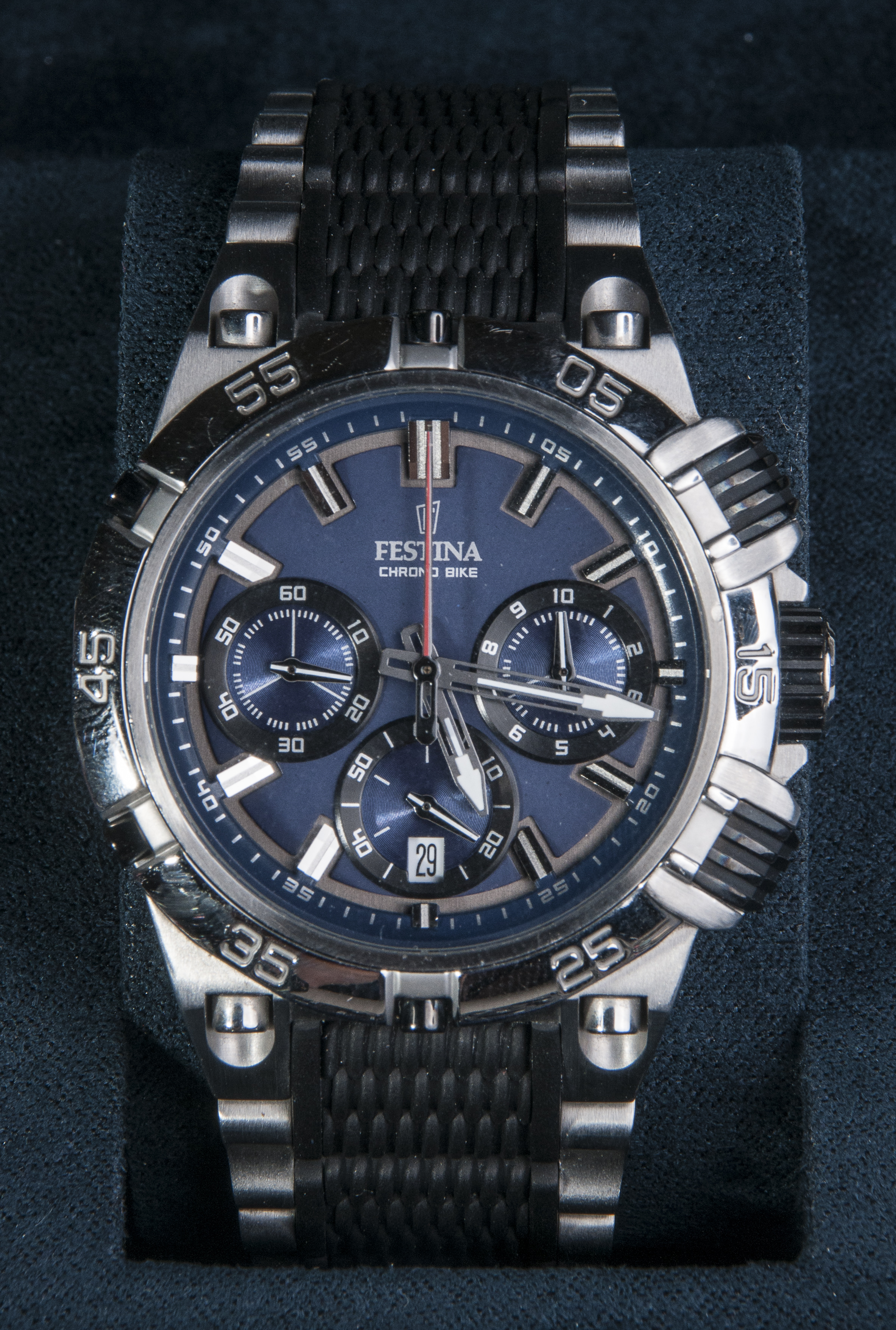
ساعت فستینا

فستینا (انگلیسی: Festina) یک برند ساعت سوئیسی است که در سال ۱۹۰۲ توسط یک تاجر اسپانیایی در سوئیس تأسیس شد.
دفتر مرکزی این برند در بارسلونا است و مراکز اصلی تولید این برند در اسپانیا و سوئیس قرار دارد.